# Língua auxiliar
Uma língua auxiliar internacional (por vezes abreviado como IAL ou língua auxiliar) ou interlíngua é uma língua destinada a comunicação entre pessoas de diferentes nações que não compartilham uma língua nativa comum. Uma língua auxiliar é essencialmente uma segunda língua.
Línguas de sociedades dominantes ao longo dos séculos têm servido como línguas auxiliares, às vezes se aproximando do nível internacional. Árabe, Inglês, Francês, Mandarim,[carece de fontes?] Russo e Espanhol têm sido utilizados como tal, nos últimos tempos, em muitas partes do mundo.No entanto, como estas línguas são muito associadas com a dominação cultural, política e econômica, que fez popular, são muitas vezes também se reuniu com resistência. Por esta razão, alguns voltaram-se para a ideia de promover uma língua artificial ou construído como uma possível solução.
O termo "auxiliar" implica que ela é planejada para ser uma língua adicional para os povos do mundo, em vez de substituir as línguas nativas. Freqüentemente, a expressão é utilizada para se referir a línguas artificiais propostas especificamente para facilitar a comunicação internacional em todo o mundo, tais como esperanto, ido e interlíngua. Todavia, também pode se referir ao conceito de tal língua sendo determinada por consenso internacional, incluindo mesmo a escolha de uma língua natural. Aficcionados por línguas auxiliares as denominam também de auxlangs (auxliary languages em inglês).